# Francisco Filho
Francisco Alves Filho (Souto Soares, 10 gennaio 1971) è un kickboxer e karateka brasiliano.

## Carriera
Filho ha fatto il suo debutto professionale al K-1 il 20 luglio 1997, al K-1 Dreams 1997, combattendo il combattente Andy Hug. Questa è stata la sua seconda battaglia contro Hug, il primo è stato al 5° Kyokushin torneo mondiale nel 1991 che ha portato a una vittoria a eliminazione diretta per Filho. Il secondo combattimento è stato vinto anche da Filho. Presto divenne uno dei principali contendenti nel K-1 World Grand Prix.
Da allora Filho ha contestato il titolo in campionati come K-1 e IKO - Kyokushin Kaikan. È arrivato secondo del K-1 GP nel 2001, perdendo contro Mark Hunt per decisionenel round extra. In carriera vanta importanti vittorie su Andy Hug, Sam Greco, Peter Aerts (2 volte), Ernesto Hoost, Stefan Leko e Remy Bonjasky. Non ha partecipato a nessuna grande competizione dal 2004, ma rimane attivo nello sviluppo di giovani combattenti e nella supervisione della squadra nazionale brasiliana Kyokushin.
Nel 2012 è diventato uno degli allenatori del team Vítor Belfort in The Ultimate Fighter: Brazil.